# Chimango
De Chimango (Milvago chimango) is een roofvogel uit de familie van de Falconidae (Caracara's en valken).

## Verspreiding en leefgebied
Deze soort komt voor in het zuiden van Zuid-Amerika en telt twee ondersoorten:
- M. c. chimango: van zuidelijk Brazilië, Uruguay, Paraguay tot Centraal-Argentinië en Chili.
- M. c. temucoensis: van zuidelijk Argentinië en Chili tot Vuurland.